# جيمس مونتجومري فلاغ
جيمس مونتجومري (بالإنجليزية: James Montgomery Flagg)‏ (18 يونيو 1877 في بيلهام مانور، نيويورك-27 مايو 1960 في نيويورك) هو رسام أمريكي

## روابط خارجية
- جيمس مونتجومري فلاغ على موقع IMDb (الإنجليزية)
- جيمس مونتجومري فلاغ على موقع الموسوعة البريطانية (الإنجليزية)
- جيمس مونتجومري فلاغ على موقع إن إن دي بي (الإنجليزية)
- جيمس مونتجومري فلاغ على موقع قاعدة بيانات الفيلم (الإنجليزية)